# Konstantin Șerban
Konstantin Şerban je bil od leta 1654 do 1658 knez Vlaške in leta 1659 in 1661 knez Moldavije, * ni znano, † 1682, Poljska.
Bil je nezakonski sin Raduja Şerbana, ki je bil od leta 1601 do 1611 trikrat knez Vlaške.  Dejstvo, da je bil nezakonski sin, ni bilo ovira za zasedbo knežjega  prestola.

## Vladanje
Med njegovo vladavino so se leta 1655 uprli sejmeni. Da bi zatrl njihov upor, je sklenil zavezništvo z transilvanskim knezom Jurijem I.  Rákóczijem in se kasneje vključil v njegove načrte za osamosvojitev obeh kneževin izpod osmanske oblasti.
Lata 1657 ga je Visoka porta odstavila, zato je odšel k Rákócziju in se na njegovi strani vojskoval s Turki. Skupaj sta pregnala Turke iz Moldavije in Şerban je za nekaj časa leta 1659 in 1661 zasedel moldavski prestol v Iaşiju. 
Leta 1656 je ukazal gradnjo metropolitske (zdaj patriarhijske) stolnice v Bukarešti, ki se je zgledovala po samostanu Curtea de Argeş, samo da je bila večja in bolj  skromna. Njemu v čast so cerkev posvetili pravoslavnima svetnikoma Konstantinu in njegovi materi Heleni. Leta 1658 je v mestu zanetil požar, s katerim je poskušal preprečiti svojemu nasprotniku Mihnei III., da bi uporabil nekatere zgradbe.

## Vira
- Gheorghe I. Brătianu. Sfatul domnesc şi Adunarea Stărilor în Principatele Române. Bukarešta, 1995.
- Constantin C. Giurescu. Istoria Bucureştilor. Din cele mai vechi timpuri pînă în zilele noastre. Bukarešta,1966, str. 73-75.

| Konstantin ŞerbanBasarabska dinastija Rojen: ni znano Umrl: 1682 |                             |                           |
| Vladarski nazivi                                                 |                             |                           |
| Predhodnik: Matej Basarab                                        | Knez Vlaške 1654–1658       | Naslednik: Mihnea III.    |
| Predhodnik: Jurij I. Gika                                        | Knez/Vojvoda Moldavije 1659 | Naslednik: Ştefăniţă Lupu |
| Predhodnik: Ştefăniţă Lupu                                       | Knez/Vojvoda Moldavije 1661 | Naslednik: Ştefăniţă Lupu |
| Opombe in reference                                              |                             |                           |
|                                                                  |                             |                           |